# Société des charbonnages du Gouffre

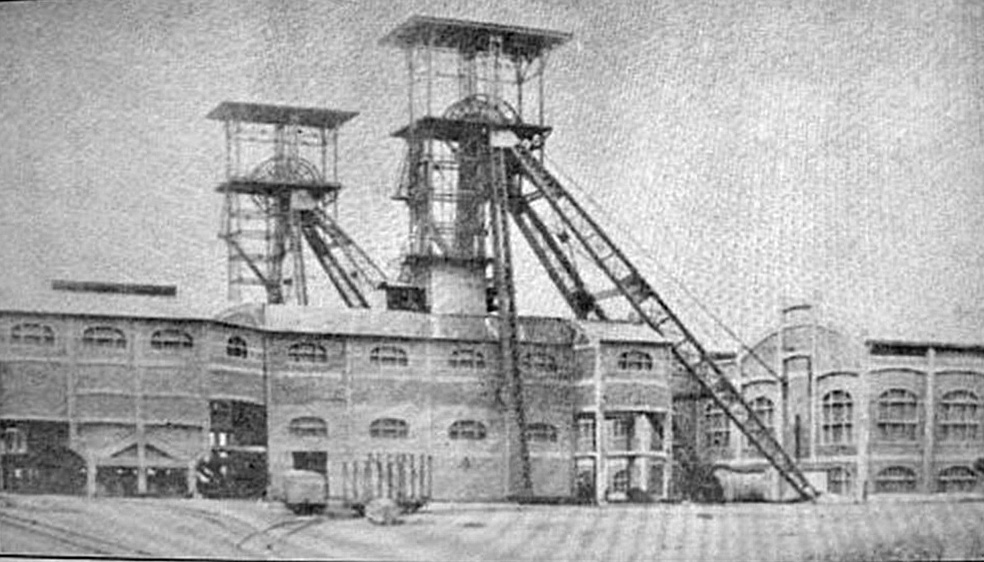
Vue du puits n°10 à Châtelineau.

La société des Charbonnages du Gouffre est l'une des principales compagnies minières de la province de Hainaut en Belgique. La houille est exploitée à partir du XVe siècle, une compagnie minière est créée en 1778, elle creuse dix puits entre 1827 et 1916, l'exploitation cesse en 1969.

## Géographie
Les charbonnages du Gouffre sont situés sur la ville de Châtelet (Belgique), située en Région wallonne dans la province de Hainaut.

## Histoire
La houille est reconnue à Châtelineau au XVe siècle, deux veines sont exploitées en 1611. En 1775, seize entreprises sont recensées pour les droits d'exploitation par le duc d'Aremberg.
Une société est constituée le 5 août 1778.  Elle absorbe toutes les autres entreprises. Le 17 décembre 1835 est créée la SA des hauts-fourneaux, usines et charbonnages de Châtelineau. Prévue pour demeurer une trentaine d'années ; elle est renouvelée le 11 juillet 1862 puis fusionne avec la SA des hauts-fourneaux, usines et charbonnages de Macinelle le 1er janvier 1866 avant de redevenir autonome le 18 février 1882. La compagnie creuse dix puits entre 1827 et 1916. La production atteint 333 000 tonnes au cours de l'année 1929 avec 1 458 ouvriers. En 1949, la compagnie rachète les charbonnages de Carabinier qui exploitent deux sièges d'extraction : le puits no 2 à Pont-de-Loup et le puits no 3 à Châtelet. En 1956, la production atteint 480 000 tonnes avec 1 723 ouvriers.
Le puits no 7 est le dernier puits en activité dans la concession, il ferme le 15 mai 1969.

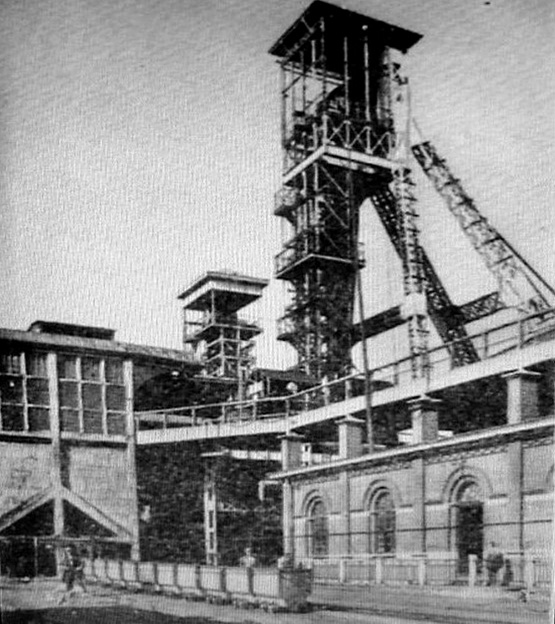
Le puits no 7.
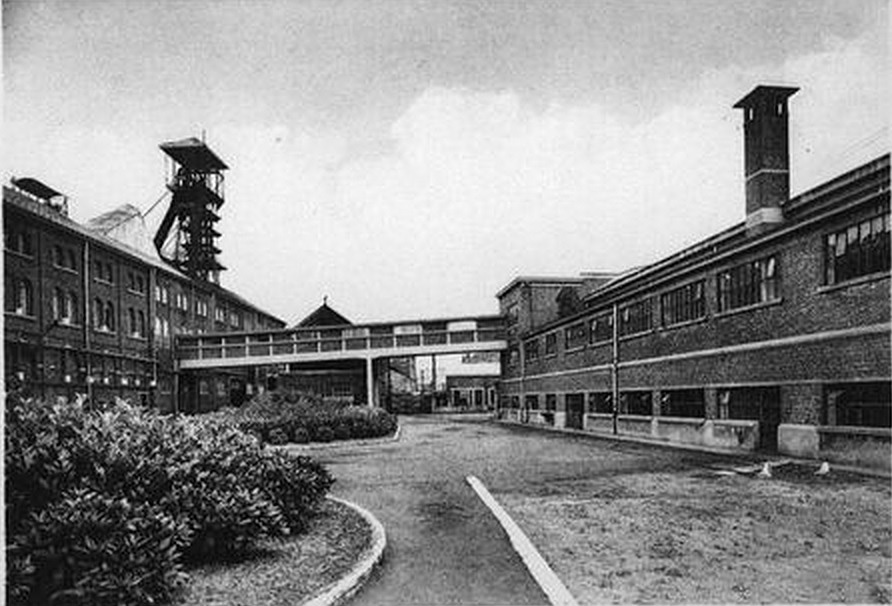
Le puits no 8.
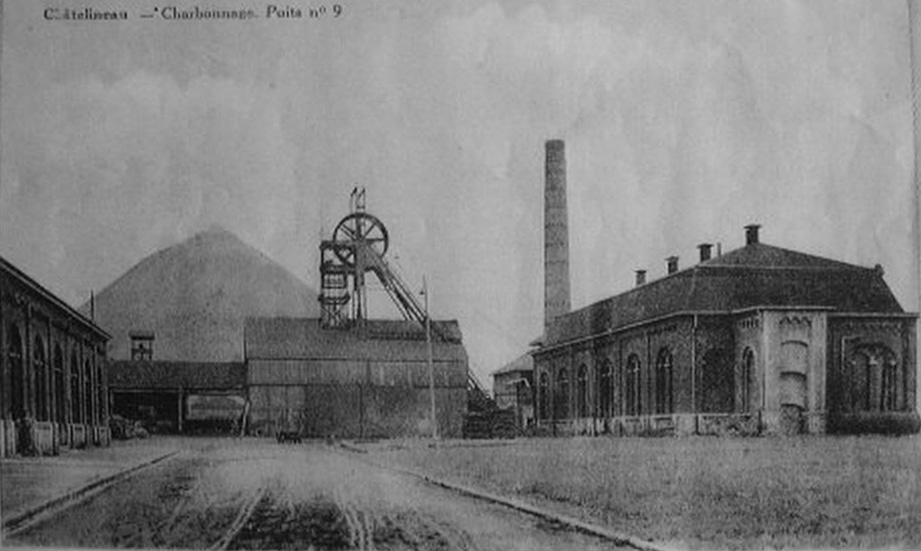
Le puits no 9.
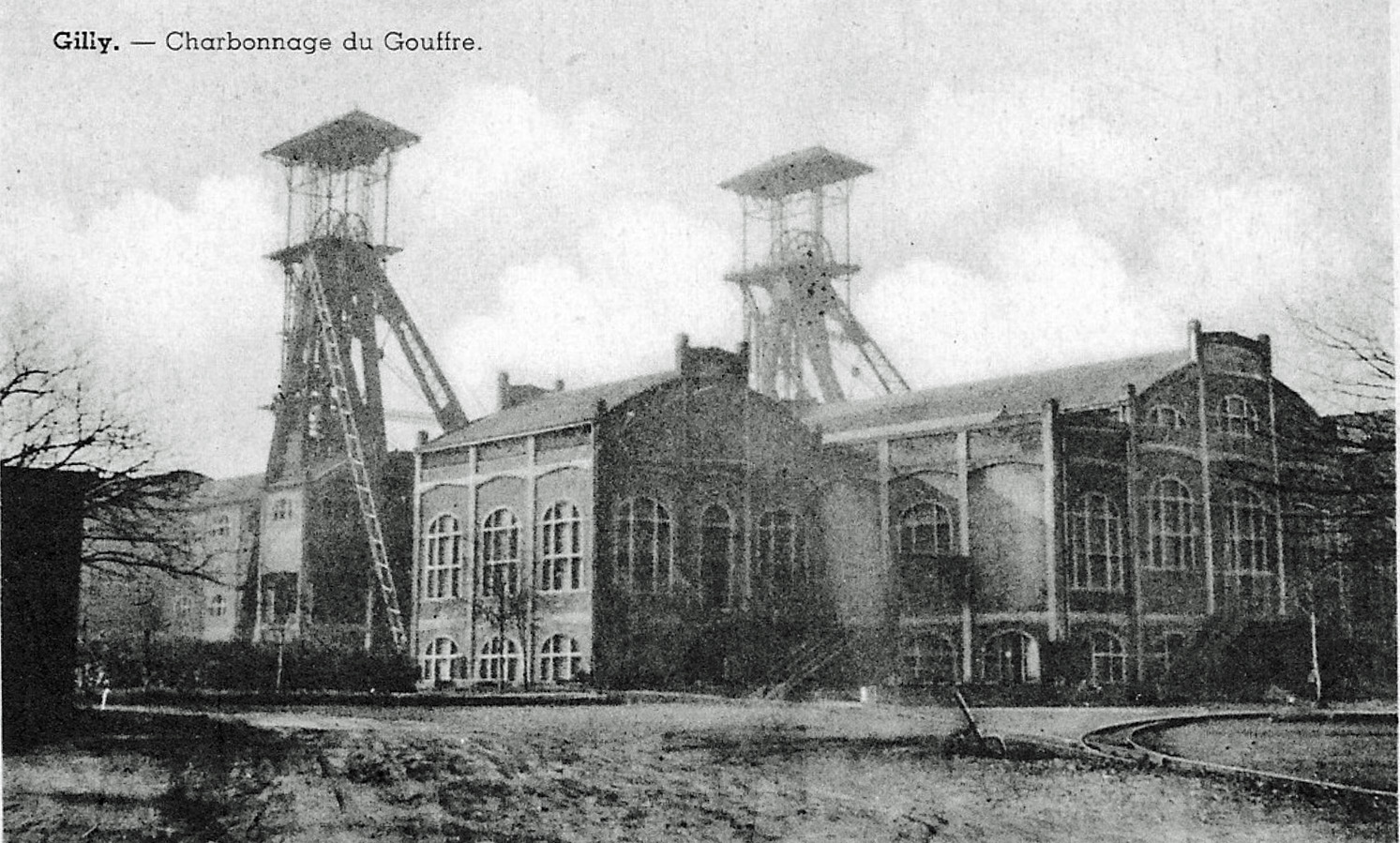
Le puits no 10.

## Liste des charbonnages

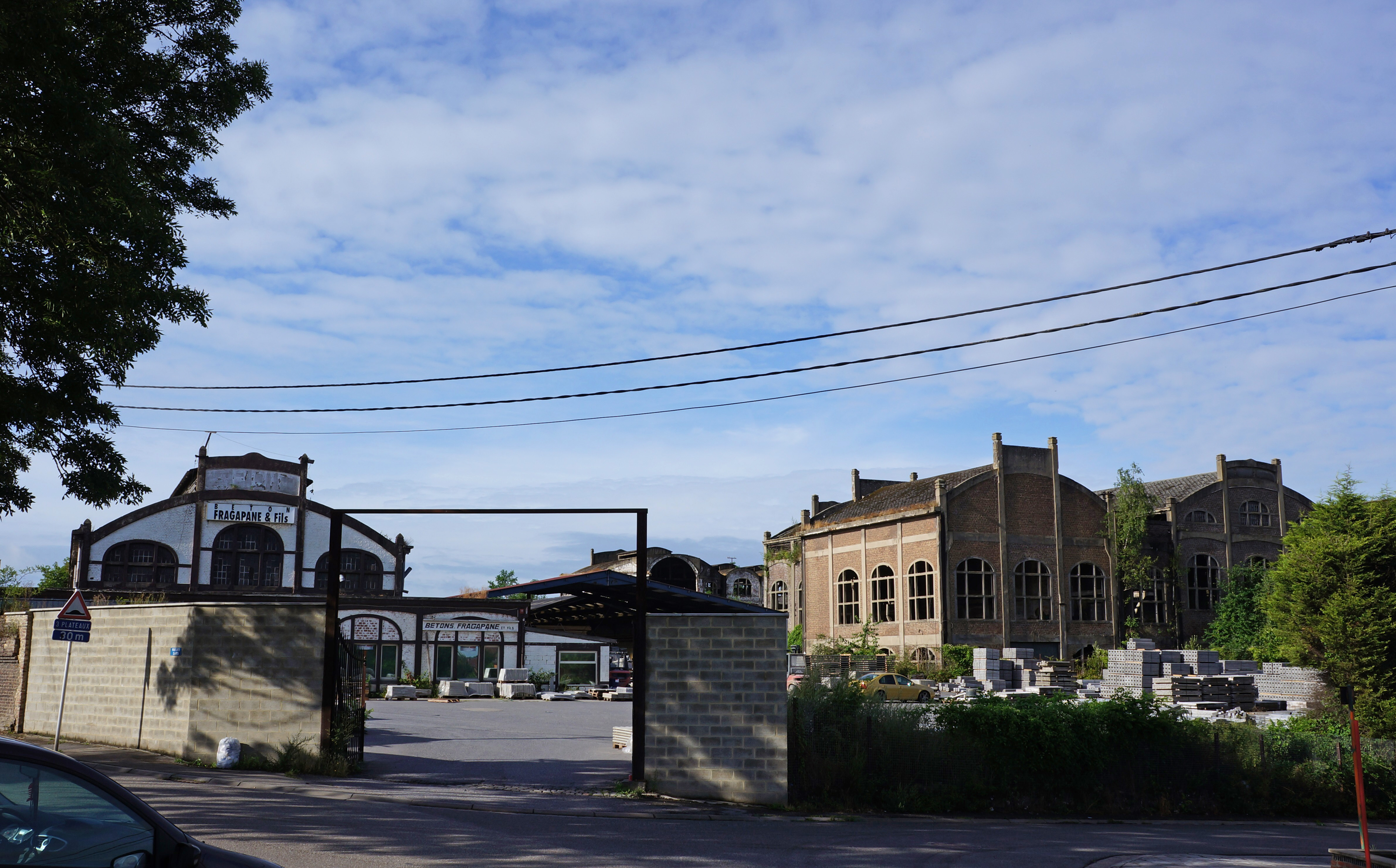
Le siège no 10 en 2013.

Liste des différents charbonnages appartenant à la compagnie:
- puits no 1, dit Sainte-Thérèse, ouvert en 1827 ;
- puits no 2, dit Sainte-Barbe, ouvert en 1833 ;
- puits no 3, ouvert en 1834 ;
- puits no 4, dit Sainte-Victoire, ouvert en 1837 ;
- puits no 5, ouvert en 1845 ;
- puits no 6, ouvert en 1846 ;
- puits no 7, ouvert en 1848 ;
- puits no 8, ouvert en 1867 ;
- puits no 9, ouvert en 1903 ;
- puits no 10, ouvert en 1916.